# Maruina chiringa
Maruina chiringa és una espècie d'insecte dípter pertanyent a la família dels psicòdids que es troba a Amèrica: Colòmbia.